# Гістидин
Гістидин (Кодони: CAU, CAC) — одна з двадцяти стандартних амінокислот, що входять до складу білків. З гістидину в організмі синтезується нейромедіатор гістамін, що є сигнальною сполукою в алергічних процесах.

## Біологічна роль
У молекулі гістидину залишок імідазолу містить два атоми азоту, один з яких у водних розчинах має кислотні властивості, а другий — основні, аналогічно до азоту піридину. Така двоїстість хімічних функцій імідазольного рою проявляється в тому, що залишки гістидину в білку можуть утворювати іонні зв'язки як із кислотними групами білка, так і з металами; декотрі з них є обов'язковими компонентами багатьох ферментів. Кислотні групи, які беруть участь в утворенні іонних зв'язків, представлені C-кінцевими карбоксильними групами поліпептидних ланцюжків й вільними карбоксильними групами залишків аспарагінової й глутамінової кислот.

## Інше
- Полігістидиновий тег